# Aljaksandr Kuhan
Aljaksandr Uladsimirawitsch Kuhan (belarussisch Аляксандр Уладзіміравіч Куган; * 26. Mai 1991 in Maladsetschna) ist ein belarussischer Fußballspieler.

## Karriere

### Verein
Kuhan begann seine Karriere beim FK Dinamo Minsk. Sein Debüt für die Profis von Dinamo in der Wyschejschaja Liha gab er im Juni 2008, als er am achten Spieltag der Saison 2008 gegen Dnjapro Mahiljou in der Startelf stand und in der 32. Minute durch Edu ersetzt wurde. Dies blieb sein einziger Saisoneinsatz. In der Saison 2009 kam er nicht zum Einsatz, in der Saison 2010 absolvierte er sechs Spiele in der höchsten belarussischen Spielklasse, zudem kam er zu zwei Einsätzen gegen den JK Kalev Sillamäe in der zweiten Runde der Qualifikation zur UEFA Europa League. In der Saison 2011 kam er fünfmal zum Einsatz. Im August 2012 wurde er an den Zweitligisten FK Bjarosa-2010 verliehen.
Zur Saison 2013 wurde er an den Erstligisten Dnjapro Mahiljou weiterverliehen. Während der Leihe kam Kuhan zu 16 Einsätzen in der Wyschejschaja Liha. Im Juli 2013 erzielte er bei einem 3:1-Sieg gegen den FK Njoman Hrodna seine ersten beiden Tore in der höchsten Spielklasse. Nach dem Ende der Leihe wurde er von Mahiljou fest unter Vertrag genommen. In der Saison 2014 kam er zu 17 Ligaeinsätzen. Zu Saisonende musste er mit dem Verein nach verlorener Relegation gegen den FK Wizebsk in die Perschaja Liha absteigen. In dieser kam er in der Saison 2015 zu 29 Einsätzen für den Verein.
Zur Saison 2016 wechselte Kuhan zum Erstligisten FK Sluzk. Für Sluzk kam er zu 15 Einsätzen in der Wyschejschaja Liha, in denen er ein Tor erzielte. Zur Saison 2017 wechselte er nach Litauen zum FK Utenis Utena. Für Utenis Utena kam er zu 13 Einsätzen in der A lyga. Im Juli 2017 kehrte er nach Belarus zurück und schloss sich dem Zweitligisten FK Tarpeda Minsk an. Für Tarpeda absolvierte er 14 Spiele in der Perschaja Liha und erzielte dabei sechs Tore.
Im Januar 2018 wechselte er nach Österreich zum Regionalligisten FC Karabakh Wien. Bis zum Ende der Spielzeit 2017/18 kam er für Karabakh zu 14 Einsätzen in der Regionalliga Ost. Zur Saison 2018/19 wurde Karabakh in FC Mauerwerk umbenannt. Für die Wiener machte er in der Saison 2018/19 29 Spiele in der Ostliga. In der abgebrochenen Saison 2019/20 kam er zu 17 Einsätzen.

### Nationalmannschaft
Kuhan spielte 2010 mehrmals für die belarussische U-20-Auswahl. Im Juli 2011 debütierte er gegen Turkmenistan für die U-21-Mannschaft.